# Diego Sánchez Corrales
Diego Sánchez Corrales (San José, Costa Rica 1 de mayo de 2002) es un futbolista costarricense-guatemalteco que juega como lateral derecho en el Deportivo Malacateco de la Liga Nacional de Guatemala.

## Trayectoria

### C.S Herediano
Debutó profesionalmente en la fecha dos de la primera división de Costa Rica contra Belén FC, ingresó al terreno de juego al minuto 76 en el empate 1-1. El C.S Herediano avanzó a la final compitiendo contra el Deportivo Saprissa, Diego no estuvo convocado a los encuentros, mientras el C.S Herediano venció ante el Deportivo Saprissa en el marcador global 5-0. Sánchez tuvo 3 partidos que fueron lo suficiente para obtener su primer título con el C.S Herediano.

### Naranjeros Escuintla
Fue cedido al C.D Naranjeros Escuintla de Guatemala. Durante dos temporadas, Sánchez tuvo protagonismo en suelo guatemalteco, disputando 65 partidos en cuatro anotaciones, sumó un total de 5,201 minutos.

### Santa Lucía Cotzumalguapa FC
Fue cedido al FC Santa Lucía Cotzumalguapa. Debutó con los celestes el 18 de agosto de 2019 contra su anterior equipo el C.D Naranjeros Escuintla, ingresó de cambio al minuto 65, dado finalizado el encuentro, Sánchez obtenía su primera victoria con el marcador 2-0.

### C.S Cartaginés
Fue cedido al C.S Cartaginés en la temporada 2019-20, regresó al equipo dueño de su ficha, el C.S Herediano, los brumosos habían clasificado a semifinales contra el Deportivo Saprissa, Sánchez tuvo participación en los juegos de ida y vuelta, siendo eliminados globamente 6-3.
En la temporada 2020-21, obtuvo mayor participación con el equipo, logrando clasificar a semifinales, Sánchez se enfrentó ante la L.D Alajuelense en ambos juegos de ida y vuelta, siendo eliminados con el marcador global 4-3.
Para la temporada 2021-22, su ficha fue comprada, obteniendo mayor protagonismo; el equipo brumoso logró clasificar a semifinales posicionándose en la 3ª posición con 34 puntos. Sánchez se enfrentó ante el C.S Herediano en ambos juegos de ida y vuelta, logrando clasificar a la final con el marcador global 2-1. En la final se enfrentó ante la L.D Alajuelense, Sánchez en el juego de ida sumó 45 minutos y en el partido de vuelta sumó los 90 minutos, el marcador global fue de 1-1, teniéndose que definir a una gran final. En el juego de ida, Sánchez sumó 19 minutos, con el gol de Jeikel Venegas al minuto 90, el equipo brumoso lograba tener una leve ventaja. En la vuelta, Sánchez fue jugador titular disputando 74 minutos en un partido muy complicado, el C.S Cartaginés se coronaba campeón de manera dramática, eliminado la sequía de casi 82 años del C.S Cartaginés, Sánchez lograba obtener su segundo título nacional.
Sánchez disputó la Liga Concacaf, dando su debut el 18 de agosto de 2022, contra el Real España, disputando 14 minutos en la derrota 2-0. En el juego de vuelta, Corrales disputó 45 minutos en la derrota 0-2, siendo eliminados en el marcador global 0-4.
El 3 de diciembre de 2022 debutó en el Torneo de Copa de Costa Rica en el juego de vuelta, contra el Sporting F.C, ingresando al minuto 90+3, dando por finalizado la victoria 2-1, logrando avanzar en el marcador global 3-2 a semifinales. En semifinales, Diego se enfrentó ante el Deportivo Saprissa, disputando ambos partidos de ida y vuelta, logrando avanzar a la final con el marcador global 4-1. En la final, Corrales se enfrentó ante el clásico rival, el Club Sport Herediano, disputó los 90 minutos en la derrota 2-1. En el juego de vuelta se disputó en el Estadio José Rafael "Fello" Meza, Corrales ingresó al minuto 86 por Dylan Flores, el marcador finalizó con victoria 2-0, debido a los goles de Michael Barrantes y Ronaldo Araya, mientras en el marcador global, el Club Sport Cartaginés se coronaba campeón tras vencer al Club Sport Herediano 3-2, logrando obtener el título del Torneo de Copa, siendo este su segundo título del año 2022.

## Estadísticas
Actualizado al último partido jugado el 8 de febrero de 2023.
| Club                             | Div.          | Temporada     | Liga  | Liga  | Liga   | Copas nacionales | Copas nacionales | Copas nacionales | Copas internacionales | Copas internacionales | Copas internacionales | Total | Total | Total  |
| Club                             | Div.          | Temporada     | Part. | Goles | Asist. | Part.            | Goles            | Asist.           | Part.                 | Goles                 | Asist.                | Part. | Goles | Asist. |
| -------------------------------- | ------------- | ------------- | ----- | ----- | ------ | ---------------- | ---------------- | ---------------- | --------------------- | --------------------- | --------------------- | ----- | ----- | ------ |
| C.S. Herediano · Costa Rica      |               |               |       |       |        |                  |                  |                  |                       |                       |                       |       |       |        |
| 1.ª                              | 2016-17       | 3             | 0     | 0     | —      | —                | —                | —                | —                     | —                     | 3                     | 0     | 0     |        |
| Total club                       | Total club    | 3             | 0     | 0     | 0      | 0                | 0                | 0                | 0                     | 0                     | 3                     | 0     | 0     |        |
| Naranjeros Escuintla · Guatemala |               |               |       |       |        |                  |                  |                  |                       |                       |                       |       |       |        |
| 1.ª                              | 2017-18       | 32            | 3     | 0     | —      | —                | —                | —                | —                     | —                     | 32                    | 3     | 0     |        |
| 1.ª                              | 2018-19       | 33            | 1     | 0     | —      | —                | —                | —                | —                     | —                     | 33                    | 1     | 0     |        |
| Total club                       | Total club    | 66            | 4     | 0     | 0      | 0                | 0                | 0                | 0                     | 0                     | 66                    | 4     | 0     |        |
| F.C. Santa Lucía · Guatemala     |               |               |       |       |        |                  |                  |                  |                       |                       |                       |       |       |        |
| 1.ª                              | 2019-20       | 14            | 1     | 0     | —      | —                | —                | —                | —                     | —                     | 14                    | 1     | 0     |        |
| Total club                       | Total club    | 14            | 1     | 0     | 0      | 0                | 0                | 0                | 0                     | 0                     | 14                    | 1     | 0     |        |
| C.S. Cartaginés · Costa Rica     |               |               |       |       |        |                  |                  |                  |                       |                       |                       |       |       |        |
| 1.ª                              | 2019-20       | 10            | 0     | 1     | —      | —                | —                | —                | —                     | —                     | 10                    | 0     | 1     |        |
| 1.ª                              | 2020-21       | 26            | 1     | 0     | —      | —                | —                | —                | —                     | —                     | 26                    | 1     | 0     |        |
| 1.ª                              | 2021-22       | 38            | 1     | 4     | —      | —                | —                | —                | —                     | —                     | 38                    | 1     | 4     |        |
| 1.ª                              | 2022-23       | 13            | 0     | 0     | 6      | 0                | 0                | 2                | 0                     | 0                     | 21                    | 0     | 0     |        |
| Total club                       | Total club    | 87            | 2     | 5     | 6      | 0                | 0                | 2                | 0                     | 0                     | 94                    | 2     | 4     |        |
| Total carrera                    | Total carrera | Total carrera | 170   | 7     | 5      | 6                | 0                | 0                | 2                     | 0                     | 0                     | 178   | 7     | 5      |
| 1. 2. Fuente:Transfermarkt       |               |               |       |       |        |                  |                  |                  |                       |                       |                       |       |       |        |

## Palmarés

### Títulos nacionales
| Título                         | Equipo          | País       | Año  |
| ------------------------------ | --------------- | ---------- | ---- |
| Primera División de Costa Rica | C.S. Herediano  | Costa Rica | 2017 |
| Primera División de Costa Rica | C.S. Cartaginés | Costa Rica | 2022 |
| Torneo de Copa de Costa Rica   | C.S. Cartaginés | Costa Rica | 2022 |